# Список земноводних Румунії
Цей список є списком видів земноводних, спостережених на території Румунії. У Румунії мешкають 19 видів земноводних, з них шість видів тритонів і саламандр та 13 видів жаб.

## РядХвостаті(Caudata)

### РодинаСаламандрові(Salamandridae)
| Види                   | Українська назва    | Статус МСОП | Зображення |
| ---------------------- | ------------------- | ----------- | ---------- |
| Salamandra salamandra  | Саламандра вогняна  | LC          |            |
| Mesotriton alpestris   | Тритон гірський     | LC          |            |
| Lissotriton montandoni | Тритон карпатський  | LC          |            |
| Lissotriton vulgaris   | Тритон звичайний    | LC          |            |
| Triturus cristatus     | Тритон гребінчастий | LC          |            |
| Triturus dobrogicus    | Тритон дунайський   | NT          |            |

## РядБезхвості(Anura)

### РодинаКумкові(Bombinatoridae)
| Види              | Українська назва    | Статус МСОП | Зображення |
| ----------------- | ------------------- | ----------- | ---------- |
| Bombina bombina   | Кумка червоночерева | LC          |            |
| Bombina variegata | Кумка жовточерева   | LC          |            |

### РодинаЧасничницеві(Pelobatidae)
| Види               | Українська назва     | Статус МСОП | Зображення |
| ------------------ | -------------------- | ----------- | ---------- |
| Pelobates fuscus   | Часничниця звичайна  | LC          |            |
| Pelobates syriacus | Часничниця сирійська | LC          |            |

### РодинаЖаб'ячі(Ranidae)
| Види                      | Українська назва | Статус МСОП | Зображення |
| ------------------------- | ---------------- | ----------- | ---------- |
| Pelophylax ridibundus     | Жаба озерна      | LC          |            |
| Pelophylax lessonae       | Жаба ставкова    | LC          |            |
| Pelophylax kl. esculentus | Жаба їстівна     | LC          |            |
| Rana dalmatina            | Жаба прудка      | LC          |            |
| Rana arvalis              | Жаба гостроморда | LC          |            |
| Rana temporaria           | Жаба трав'яна    | LC          |            |

### РодинаРопухові(Bufonidae)
| Види         | Українська назва | Статус МСОП | Зображення |
| ------------ | ---------------- | ----------- | ---------- |
| Bufo bufo    | Ропуха звичайна  | LC          |            |
| Bufo viridis | Ропуха зелена    | LC          |            |

### РодинаРайкові(Hylidae)
| Види         | Українська назва | Статус МСОП | Зображення |
| ------------ | ---------------- | ----------- | ---------- |
| Hyla arborea | Райка деревна    | LC          |            |